# صموئيل برانتون
صموئيل برانتون (بالإنجليزية: Samuel Brunton)‏ هو لاعب دوري الرغبي نيوزيلندي، ولد في 20 فبراير 1990 في أوكلاند في نيوزيلندا.